# الحزب البيئي للتقدم
الحزب البيئي للتقدم (بالفرنسية: Parti écologiste pour le Progrès)‏ كان حزبا سياسيا في بوركينا فاسو. قاده تشارلز سالفي سوم. تم تسجيل الحزب في 6 مايو 1991. في عام 1995، اندمج الحزب مع حزب فالير سوم، حزب الديمقراطية الاجتماعية، لتشكيل حزب الديمقراطية الاجتماعية الموحدة.